# Dentální nazála
Dentální nazála je souhláska, která se vyskytuje pouze v některých jazycích. Symbol v IPA je n̪, a symbol v SAMPA je n_d.

## Charakteristika
- Její způsob artikulace je zastaven, to znamená že neprochází proud vzduchu hlasivkami.
- Její místo artikulace je dentální to znamená, že je jazyk na nižších i horních zubech.
- Její účast hlasu při mluvení je vyjádřená, což znamená že hlasivky vibrují během artikulace.
- Je nazála, což znamená, že vzduch má povoleno uniknout nosem.
- Je střední souhláska, to znamená, že je produkovaná vzdušným proudem k tomu, aby šel kolem středu jazyka, spíše než kolem stran.
- Mechanizmus vzdušného proudu vychází z plic, to znamená, že je vyslovovaná tlačením vzduchu ven z plic a skrz hlasovou plochu, spíše než z hlasové štěrbiny či úst.

## Výskyt
Dentální souhlásky jsou relativně neobvyklé. V románských jazycích je n často dentální. Ať tak nebo onak, nejžádanější kontakt (který dává souhlásce její typický zvuk) je ve skutečnosti alveolární, či dentálo-alveolární; skutečnost je, že přední část jazyka se dotýká zubů, mohla by být víc viditelná, což ale není zvukově nedůležité. Rozdíl mezi románskými jazyky, kde se jazyk dotýká vrcholu úst a angličtinou, kde jde o špičku jazyka (takové zvuky se nazývají apikální, zatímco v románských jazycích těch je plocha jazyka těsně nad típkema vzniká lístkovitý zvuk).
Jazyky s pravými apikálními (či méně často lístkovitými) dentálními n. jsou drávidské jazyky jako tamilština a malajálamština, a v severní Americe mapudgun. Například v malajámské výslovnosti slova „Nārāyanan“ je „n“ nejprve dentální (druhé je retroflexní a třetí alveolární).
| Jazyk          | Jazyk          | Slovo     | IPA         | Znamená           |
| -------------- | -------------- | --------- | ----------- | ----------------- |
| arabština      | Normální       | قرن       | [qɑrn̪]      | století           |
| dinka          | dinka          | nhiar     | [n̪iar]      | láska             |
| finština       | finština       | kanto     | [ˈkɑn̪t̪o̞]    | pařez             |
| francouzština  | francouzština  | connexion | [kɔn̪ɛksjɔ̃]  | spojení           |
| řečtina        | řečtina        | άνθρωπος  | [ˈan̪θro̞po̞s̠] | Člověk            |
| malajálamština | malajálamština | പന്നി       | [pən̪n̪i]     | 'prase'           |
| polština       | polština       | noga      | [ˈn̪ɔɡa]     | noha              |
| portugalština  | portugalština  | nariz     | [n̪ɐˈɾis]    | nos               |
| ruština        | ruština        | ханжой    | [xɐn̪ˈʐoj]   | pokrytec (7. pád) |
| španělština    | španělština    | antes     | [ˈãn̪t̪e̞s]    | dříve             |
| švédština      | švédština      | nod       | [nuːd]      | uzel              |